# Thomas Roberts (Bischof)
Thomas d’Esterre Roberts SJ (* 7. März 1893 in Le Havre, Frankreich; † 28. Februar 1976 in London) war ein englischer Geistlicher, Autor und römisch-katholischer Erzbischof von Bombay.

## Leben
Thomas Roberts war der Sohn von Clara Louise Roberts und William d’Esterre Roberts. Er war das siebte Kind und der zweite Sohn von neun Kindern. Sein Vater stammte aus einer Familie irisch-protestantischer Hugenotten und war Händler. 1900 trat sein Vater zum katholischen Glauben über. Vor der Geburt von Thomas lebte die Familie längere Zeit in Liverpool und nach dem Tod des Vaters 1901 zog die Familie dorthin zurück.
Am 7. September 1909 trat er in den Jesuitenorden ein. Er studierte Philosophie in der Stonyhurst St Mary’s Hall. 1916 wurde er zum Unterrichten an das Preston Catholic College geschickt. Ab 1922 studierte er am St. Beuno’s College in St. Asaph, Wales, Theologie. Er empfing am 20. September 1925 das Sakrament der Priesterweihe.
Papst Pius XI. ernannte ihn am 12. August 1937 zum Erzbischof von Bombay. Entsprechend dem von seinem Vorvorgänger Alban Goodier verhandelten Konkordat war er Brite. Der Erzbischof von Liverpool, Richard Joseph Downey, spendete ihm am 21. September 1937 die Bischofsweihe. Mitkonsekratoren waren Francis Edward Joseph Mostyn, Erzbischof von Cardiff, und Robert Dobson, Weihbischof in Liverpool. Am 1. Dezember 1937 kam er in Bombay an.
Im Rahmen der Unabhängigwerdung Indiens wurde am 16. Mai 1946 der Inder Valerian Gracias von Papst Pius XII. zum Weihbischof in Bombay ernannt. Am 29. Juni 1946 spendete Roberts ihm die Bischofsweihe. Der Papst dispensierte Roberts von seiner Residenzpflicht als Bischof. Offiziell auf seinen Bischofssitz verzichten konnte er nicht, da die Portugiesen nicht auf ihr konkordatsgemäßes Recht auf die Nachfolge verzichten wollten. Roberts reiste mit dem Öltanker British Aviator nach England und überließ seinem Weihbischof und designierten Nachfolger die Amtsgeschäfte. 1947 und 1948 war er noch einmal in Indien, da der Vatikan ihn versehentlich zurückberufen hatte. Am 18. Juli 1950 setzte der indische Premierminister Nehru Padroado das Konkordat von 1928 als Überrest der Kolonialherrschaft außer Kraft. Am 4. Dezember 1950 nahm Papst Pius XII. Roberts’ Rücktritt an und ernannte ihn um Titularerzbischof des Titularerzbistums Sugdaea. Am gleichen Tag wurde sein bisheriger Weihbischof, Valerian Gracias, zum ersten einheimischen Erzbischof von Bombay ernannt.
Da sein Rücktritt offiziell aus gesundheitlichen Gründen erfolgte, fand sich kein Bischofssitz, den er übernehmen konnte. Er hielt in England Vorträge und hielt Exerzitien. Zweimal besucht er auf Einladung seines Nachfolgers noch Indien.
Roberts nahm an allen vier Sitzungsperioden des Zweiten Vatikanischen Konzils teil. Am 7. Dezember 1970 verzichtete er auf sein Titularerzbistum und wurde zum Erzbischof emeritius ernannt.
Roberts vertrat liberale Ansichten wie zum Beispiel die Empfängnisverhütung und stand der Friedensbewegung nahe.
Roberts starb an einem Herzinfarkt und wurde auf dem Kensal Green Cemetery beigesetzt.